# لی بیونگ-گو
لی بیونگ-گو (انگلیسی: Lee Byeong-gu؛ زادهٔ ۲۰ ژوئن ۱۹۴۲) بازیکن بسکتبال اهل کره جنوبی بود. وی در بازی‌های المپیک تابستانی ۱۹۶۴ و ۱۹۶۸ شرکت کرده‌است.